# Ancylolomia drosogramma
Ancylolomia drosogramma là một loài bướm đêm trong họ Crambidae.